# マルタ (イタリア)
マルタ（伊: Marta）は、イタリア共和国ラツィオ州ヴィテルボ県にある、人口約3,200人の基礎自治体（コムーネ）。
ボルセーナ湖に面する。

## 地理

### 位置・広がり
ヴィテルボ県北部のコムーネで、ボルセーナ湖の南岸に位置する。県都ヴィテルボから北西へ20kmの距離にある。

#### 隣接コムーネ
隣接するコムーネは以下の通り。
- カポディモンテ
- モンテフィアスコーネ
- トゥスカーニア
- ヴィテルボ

### 気候分類・地震分類
マルタにおけるイタリアの気候分類 (it) および度日は、zona D, 1980 GGである。
また、イタリアの地震リスク階級 (it) では、zona 2B (sismicità media) に分類される。

## 祭りと伝統
- 5月14日: Madonna del Monte祭またはMadonna delle Passate祭 (barabbata)

## 姉妹都市
- モンテジョルジョ、イタリア
- Saint-Marcellin-en-Forez、フランス